# Omaló (ort i Grekland, Nomós Kilkís)
Omaló är en ort i Grekland.   Den ligger i prefekturen Nomós Kilkís och regionen Mellersta Makedonien, i den norra delen av landet, 300 km norr om huvudstaden Aten. Omaló ligger 502 meter över havet och antalet invånare är 145.
Terrängen runt Omaló är bergig. Runt Omaló är det ganska tätbefolkat, med 120 invånare per kvadratkilometer. Närmaste större samhälle är Giannitsá, 13,1 km söder om Omaló. Trakten runt Omaló består till största delen av jordbruksmark.